# H2k-Gaming
H2k-Gaming, était une organisation professionnelle d’esports basée à Londres, au Royaume-Uni. Elle était connu pour son équipe de League of Legends, qui a participé à la plus haute ligue professionnelle d’Europe, l’EU LCS.

## League of Legends
Jungler Jean-Victor "loulex" Burgevin a quitté l’équipe en novembre 2015. Ils ont ensuite signé l’ancien jungler ROCCAT Marcin "Jankos" Jankowski. Ils ont également signé l’été 2015 EU LCS MVP Konstantinos "Forg1ven (en)" Tzortziou.

### Résultats du tournoi
- 3e Championnat du monde de League of Legends 2016 (en)
- 3e 2016 EU LCS Summer Split
- 4e 2016 EU LCS Spring Split

H2K a terminé avec un pire bilan de la ligue de 2-16 lors du Summer Split 2018 des LCS EU. En hors saison, l’équipe a décidé de ne pas postuler pour une place comme l’une des équipes franchisées dans le rebranding d’EULCS au LEC et a ensuite été dissoute, avec l’organisation dans son ensemble peu après.

## Call of Duty
En janvier 2016, H2K a signé une équipe de Call of Duty composée de Damod "FEARS" Abney, Tyree "LegaL" Glove, Phillip "PHiZZURP" Klemenov, Andres "Lacefield" Lacefield. L’équipe s’est qualifiée pour la Call of Duty World League. Le 2 octobre 2016, Phillip "PHiZZURP" Klemenov est décédé dans un accident de voiture,.

## Hearthstone
Simon "Sottle" Welch a rejoint H2K le 22 mai 2015. Il est parti le 4 novembre 2015 pour rejoindre Complexity Gaming (en).